# Bactrocera picea
Bactrocera picea är en tvåvingeart som först beskrevs av Drew 1972.  Bactrocera picea ingår i släktet Bactrocera och familjen borrflugor. Inga underarter finns listade.